# أحمد بدر الدين
أحمد بدر الدين (3 ديسمبر 1940 - 8 فبراير 2004) مخرج مصري.

## عن حياته
التحق بكلية التجارة ثم التحق بعدها بالتلفزيون، وعمل في البرامج التعليمية بالإذاعة، وفي الستينيات أخرج العديد من القصص المقررة على مراحل التعليم المختلفة مثل «يوميات مدرسة». عمل أيضاً مع محمد سالم في فوازير ثلاثي أضواء المسرح لمدة 12 عاماً.
يعتبر من المخرجين البارزين في مصر في الإخراج التلفزيوني وقدّم أعمالاً ناجحة وعديدة كان أبرزها «رحلة المليون» و«فارس بلا جواد» و«سنبل» و«يوميات ونيس» وغيرها، ومن أشهر أعماله «سر الأرض» الذي استمر عرضه لأكثر من 16 عاماً وبلغ عدد حلقاته 250 حلقة واعتبر أطول مسلسل عربي درامي على الإطلاق.
في حياته الفنية الطويلة، خاض بدر الدين العديد من المعارك الفنية التي لم يتحملها قلبه أخيراً فقضى بعد فترات علاج طويلة الأمد جعلته يخسر كل أمواله التي جمعها في حياته حتى إنه قال لأقرب المقرّبين منه أنه أنفق كل أحلامه وأفكاره مع ماله في هذا المرض.
بدر الدين واحد من المخرجين الذين أثبتوا تميّزهم على ساحة الإخراج التلفزيوني دام مشواره أكثر من أربعين عاماً. فقدم أعمالاً درامية ذات مضمون هادف وممتع ويسعى أيضاً إلى الترفيه، فكانت غالبية أعماله كوميدية ناجحة خاصة مع الممثل محمد صبحي الذي شكل معه ثنائياً ناجحاً فبلغت أعمالهما معاً في حدود العشرة. غالباً ما وجهت إليه أسئلة محرجة كان أهمها حول عدم انتقاله إلى عالم السينما فكان يرد: «طالما أنني ناجح في الإخراج التلفزيوني فلماذا أتركه إلى مجال آخر والتلفزيون أصبح أكثر انتشاراً من السينما».
كان بدر الدين يحمل إلى التلفزيون في مسلسلاته قضايا درامية مهمة وفي عام 1996 دخل معركة عنيفة مع أحد أعضاء مجلس الشعب في مصر بسبب إحدى حلقات «سر الأرض» هذا المسلسل القومي «الموجّه إلى قرابة 25 مليون فلاح...» وجاء رد بدر الدين أن مسلسله لم يحمل إساءة إلى الدولة بل إنه صوّر بعض الوقائع من علاقة السلطة مع الفلاح عبر شخصية العمدة الصارمة.
عام 1984، كرّمه التلفزيون بعد نجاحه الكبير في مسلسل «رحلة المليون» وكانت أمنيته الفنية في تقديم عمل بوليسي عنوانه «العميل 1001» يدور حول قضية حقيقية من ملفات المخابرات المصرية حول شاب استشهد في سبيل وطنه. كان من المقرر أن يبدأ التحضير لتصوير المسلسل منذ سنوات قليلة إلاّ أن معاناته مع المرض كانت هي الأسرع ولم تمهله في مواصلة مشواره الفني، كذلك توقف عمله الأخير مع محمد صبحي في مسلسل «إزاي نعيش» الذي انتهيا من تحضيره وكان من المقرر البدء.
في عام 1978 ساهم أحمد بدر الدين في إنجاز مشروع إنشاء استوديو جديد لإنتاج البرامج والمسلسلات العربية في العاصمة الألمانية برلين وهو المشروع الذي تبنّته إحدى الشركات الألمانية المتخصصة وتم إنجازه وبدأ الإنتاج بمسلسل «القضية رقم 512» مع الممثلة مديحة كامل وحسين الشربيني وغيرهما من الممثلين، فما كان من الدولة الألمانية إلاّ أن أشادت بهذا الإنتاج ووجهت الأنظار إلى قطاع المسلسلات المصرية في برنامج وثائقي ضخم، وتوالت الأعمال في هذا الاستوديو الذي شهد أبرز الممثلين المشاركين.
بدر الدين من خرّيجي كلية التجارة في جامعة القاهرة عام 1961. عمل في البداية في برنامج الأطفال «ماما سامية»، ثم مساعداً في إخراج الفوازير إلى جانب محمد سالم، ثم تولاّها بنفسه بعد وفاة سالم. أول مسلسلاته الناجحة كان «علي بيه مظهر» ثم «رحلة المليون» و«سنبل بعد المليون» و«الكابتن جودت» و«بستان الحب» و«حدث ذات يوم» و«صيام صيام» و«خلي بالك يا جمعة» و«مين يكسب ويطير» و«حلم الثراء الجميل» و«أحلام العصافير» و«بيت أبو الفرج» و«القرموطي في مهمة رسمية» و«معاش مبكّر» و«حكايات فكري أباظة» وغيرها. تعاون مع أبرز المؤلفين للدراما الكوميدية وكان أبرزهم فيصل ندا وأحمد عوض ومهدي يوسف ولينين الرملي. كما وقف أمام كاميراته معظم نجوم الكوميديا المصرية ومن بينهم محمد صبحي وفؤاد المهندس وسمير غانم وعبد المنعم مدبولي وسيد زيان وصلاح السعدني وسعاد نصر وحنان ترك وهالة صدقي ومحسنة توفيق وشيرين وغيرهم من الممثلين والممثلات.

## وفاته
ودّع أهل الفن في مصر المخرج التلفزيوني أحمد بدر الدين الذي رحل عن عمر يناهز 63 عاماً بعد غيبوبة طويلة اثر جراحة خطيرة أجراها في القلب في يوم 8 فبراير 2004

## أعماله

### المسلسلات
- 1976: فرصة العمر
- 1978: الجريمة والعقاب
- 1980: خلي بالك يا جمعة
- 1984: رحلة المليون
- 1986: الكابتن جودة
- 1987: سنبل بعد المليون
- 1987: خمسة خمسة
- 1987: بكيزة وزغلول
- 1989: أنا وأنت والزمن طويل
- 1990: أحلام في الهواء
- 1993: حواديت فكري أباظة
- 1994: قالوا في الأمثال
- 1994: سر الأرض
- 1994: حلم الثراء الجميل
- 1994: يوميات ونيس (ج1)
- 1995: يوميات ونيس (ج2)
- 1996: يوميات ونيس (ج3)
- 1997: يوميات ونيس (ج4)
- 1997: القنفد
- 1997: أحلام العصافير
- 1998: يوميات ونيس (ج5)
- 1998: زيارة السيد خميس
- 1998: بيت أبو الفرج
- 1998: القرموطي في مهمة سرية
- 1999: معاش مبكر
- 1999: عمو عزيز
- 1999: شملول
- 2002: اجري اجري
- 2002: فارس بلا جواد

### المسرحيات
- 1976: علي بيه مظهر
- 1983: درويش يتألق فرحا
- 1984: جواز مع الاشتراك في الأرباح
- 1985: الهمجي
- 1988: تلامذة آخر زمن
- 1997: عائلة ونيس

### السهرات التلفزيونية
- بماذا تشتري النقود
- الاحتيال
- النظارة الساحرة
- أنغام على وتر الشيخوخة
- بعد العبور
- بيت أزياء ماما
- ضمائر لا تموت
- على ذمة التحقيق
- ممنوع الوقوف قطعيا
- نعيما أيها المجانين